# Divisões administrativas em 1960
Nesta página encontrará referências aos acontecimentos directamente relacionados com a regiões administrativas ocorridos durante o ano de 1960.

## Eventos
- 17 de setembro - Portugal: Criação da freguesia da Gafanha do Carmo.
- 21 de abril - Brasil: Inauguração da capital federal Brasília.